# 代姆河畔博蒙
代姆河畔博蒙（法語：Beaumont-sur-Dême，法語發音：[bomɔ̃ syʁ dɛm]）是法国萨尔特省的一个市镇，属于拉弗莱什区。

## 地理
代姆河畔博蒙（47°41'40"N, 0°34'9"E）面积13.49 平方千米，位于法国卢瓦尔河地区大区萨尔特省，该省份为法国西北部内陆省份，北起顺时针与奥恩省、厄尔-卢瓦省、卢瓦-谢尔省、安德尔-卢瓦尔省、曼恩-卢瓦尔省和马耶讷省接壤，是法国大西部的入口，连接卢瓦尔河谷、布列塔尼和巴黎盆地。
与代姆河畔博蒙接壤的市镇（或旧市镇、城区）包括：维勒迪约堡、代姆河畔埃佩涅、迪赛苏库西永、马尔松。

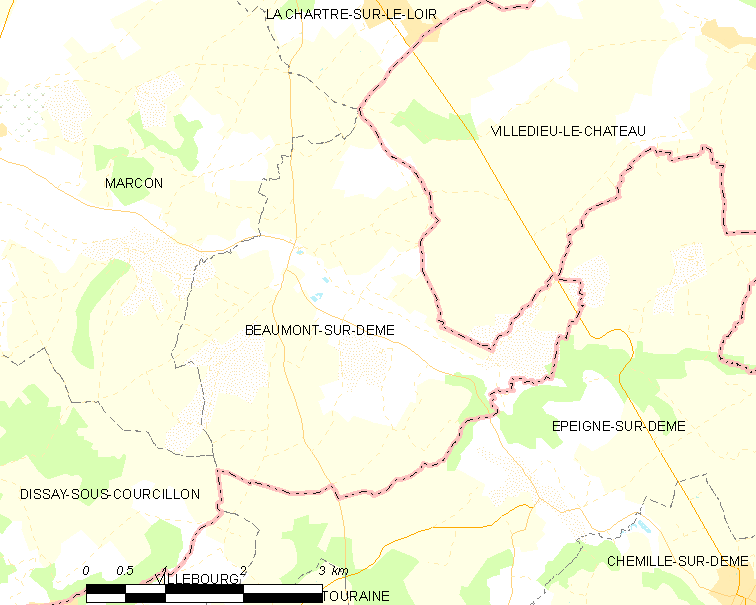
代姆河畔博蒙的OSM定位图

代姆河畔博蒙的时区为UTC+01:00、UTC+02:00（夏令时）。

## 行政
代姆河畔博蒙的邮政编码为72340，INSEE市镇编码为72027。

## 政治
代姆河畔博蒙所属的省级选区为卢瓦河畔蒙瓦勒县。

## 人口

1962-2008年间代姆河畔博蒙人口变化图示

代姆河畔博蒙于2022年1月1日时的人口数量为329人。